# Peter Geuer
Peter Geuer (* 1. Juli 1896; † 21. November 1974) war ehrenamtlicher Oberbürgermeister von Düren.
Geuer amtierte nur eine Amtszeit lang. Sie betrug damals ein Jahr. Er wurde am 24. November 1950 gewählt und war bis zum 4. Dezember 1951 im Amt. Er war Mitglied der Sozialdemokratischen Partei Deutschlands (SPD). Sein Vorgänger war Fritz Heusgen, sein Nachfolger wurde Josef Koch.

## Weblink
- Geuer auf www.dueren.de

| Personendaten    | Personendaten                             |
| ---------------- | ----------------------------------------- |
| NAME             | Geuer, Peter                              |
| KURZBESCHREIBUNG | deutscher Politiker und Oberbürgermeister |
| GEBURTSDATUM     | 1. Juli 1896                              |
| STERBEDATUM      | 21. November 1974                         |